# ティファニー

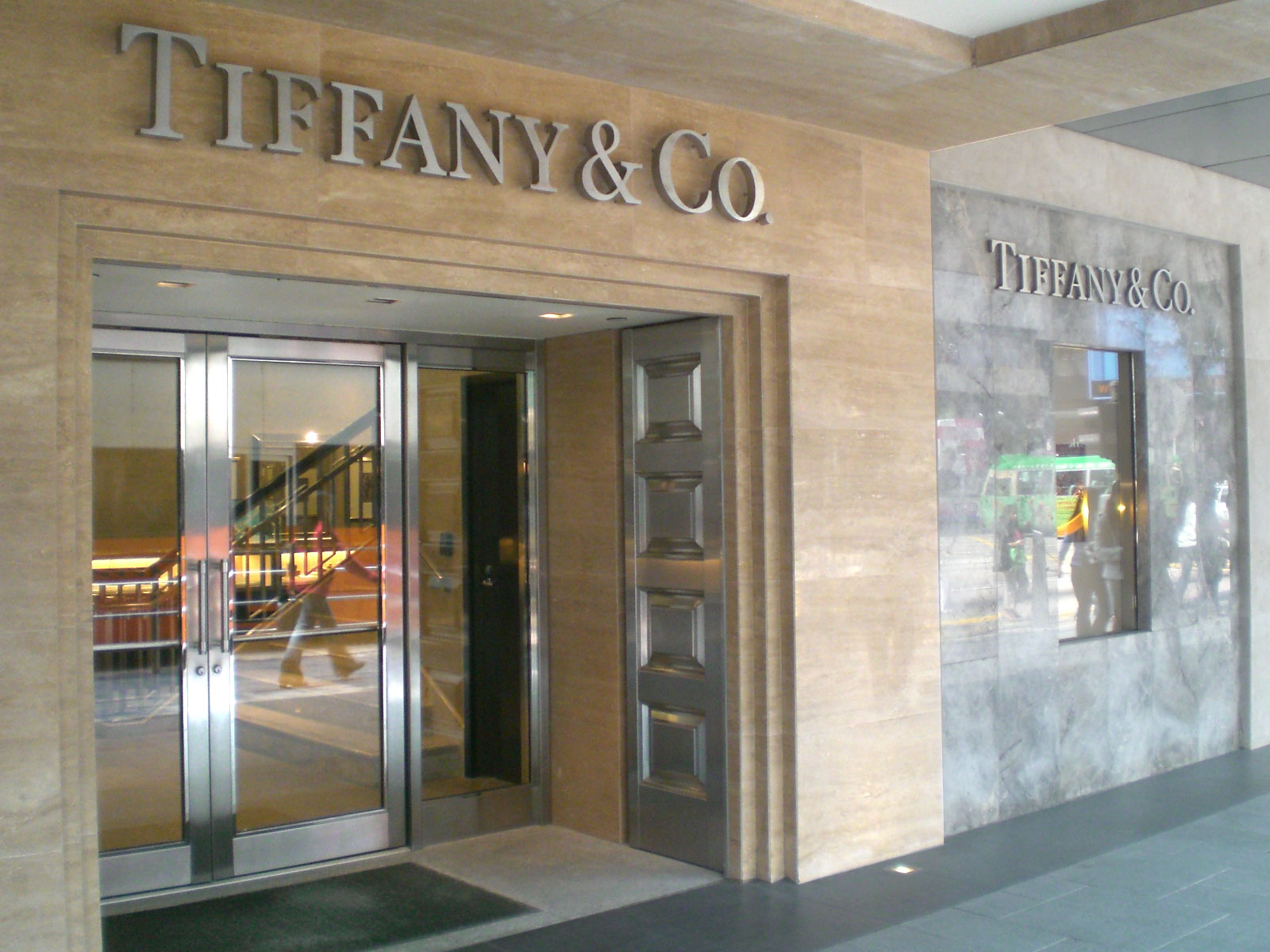
香港にある店舗

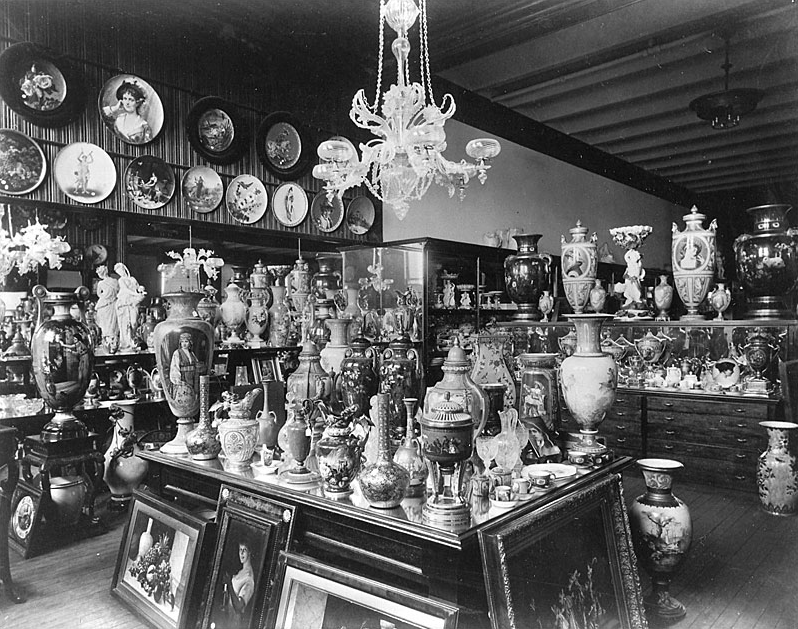
創業当時、文房具や装飾品屋だった頃のティファニー（1887年）

ティファニー（英: Tiffany & Co.）は、アメリカ合衆国ニューヨーク市の宝飾品および銀製品のブランドである。
1837年9月18日にチャールズ・ルイス・ティファニーとジョン・B・ヤングによってアメリカで創業され、今日では、ロンドン・ローマ・シドニー・東京など世界20カ国にブランドショップを持っている。現在はルイ・ヴィトンを中核とするフランスの企業グループであるLVMHに属する。

## 取扱商品

### ジュエリー
カルティエ、ブルガリ、ヴァンクリーフ&アーペル、ハリー・ウィンストンと並び、世界五大ジュエラーに数えられる。ティファニーはこの中では最も歴史が古い。特色としては、他の高級ブランドと比較して幅広い品質と価格帯の商品を取り扱っていることが挙げられる。ただし低価格帯の商品が多いことに関しては賛否があり、店舗での従業員による売り方に対しても、高級宝飾店としてのブランドを損ねていると批判する声がある。
ジュエリーの種類としては、ダイヤモンドを中心にした高級ジュエリー、ブライダル関連、シルバー・ゴールド製品、デザイナー名を冠したジュエリーの4つがある。ダイヤモンドに関しては、原産地を明記し、紛争地や人権問題が懸念される国からは調達していない。カットと研磨は、ベルギー、ボツワナ、モーリシャス、タイ、ベトナム、カンボジアにある自社工場で実施している。セッティングについては、エンゲージリングにおいて、ラウンドブリリアントカットのダイヤモンドを6本の細い爪で支える立て爪のセッティングを初めて取り入れたことで有名であり、この方法はティファニーセッティングと呼ばれている。
日本では、特にバブル期において、クリスマスなどの贈り物としてオープンハートのペンダントが人気であった。

### 食器
銀食器は1851年から製造しており、ティファニーを世界的に有名にした最初の商品であった。アメリカ企業としては初めてスターリングシルバー基準を適用した。この基準はその後アメリカ政府の公式基準として採用された。

### 時計
時計分野は1847年からかかわっており、1874年には自社製作をはじめている。本店に飾られたアトラースの時計をモチーフにした「ティファニー アトラス ウォッチ」、アメリカのクラフトマンシップの伝統が現れている「ティファニー 1837 メイカーズ ウォッチ」などのコレクションを販売している。

### アクセサリー
バッグ、財布などの革製品や、サングラスを展開している。サングラスの発売元はレイバン、プラダなどと同じルックスオティカジャパンである。

### 香水
1987年、初めての香水「ティファニー」を発表した。1989年にはティファニーメンズ、1995年にはトゥエステを販売した。その後、販売をしていなかった時期もあったが、2017年にコティとライセンス契約し、15年ぶりの新作を販売した。2020年には、初のペアフレグランス「ティファニー ＆ ラブ」を発売した。

### 本
3代目社長であるウォルター・ホーヴィングによって書かれたマナー本『ティファニーのテーブルマナー』を1961年に刊行している。もともと顧客への記念として送っていた。テーブルウェアも手掛けるティファニーだから、テーブルマナーの大切さを伝えたいという思いがこめられている。

## 歴史

### 19世紀
コネチカット州にある父親の綿工場で働いていたチャールズ・ルイス・ティファニーは、仕事でニューヨークを何度か訪れるうちに、この地で店を開きたいという思いが強くなった。そこで、父親の同意と資金を得て、ニューヨークに住んでいた同郷のジョン・B・ヤングに共同経営で店を出すことを提案した。そして1837年9月18日に、2人はティファニーの前身であるティファニー・アンド・ヤングという会社を設立した。
一番初めの店はニューヨークのブロードウェイ259番地におかれた。この店は当時一般的な時価でなく、「各商品に値札をつけ値引き交渉に応じない」という当時としては革命的なポリシーを貫いており、文房具や装飾品などを扱っていた。開店当初は売上が伸び悩んでいたが、東洋からの船により運ばれてきた日本の工芸品が高値で売れたことをきっかけに、東洋とりわけ日本の工芸品を扱うようになった。
1841年、新たにJ.L.エリスが出資者として加わり、社名を「ティファニー・ヤング・アンド・エリス（Tiffany, Young and Ellis）」に変えた。また、店を隣の260番地まで拡張した。さらに同年、エリスから得た資金をもとにヤングがパリに出向いた。ヤングはそこで珍しい商品を買い付けるようになったため、店の知名度は高まっていった。また、ヤングは人造宝石の独占販売権を獲得し、これにより宝石の販売を始めた。
1845年、アメリカで初となるダイレクトメールカタログを発行した。これは現在ではブルー・ブック・コレクションとして知られている。1847年にはブロードウェイのチェンバーズ通りに店を出した。
1848年フランスでの二月革命発生に伴い、貴族から重要な宝石を買い入れ、宝石事業に本格的に進出した。さらにこのとき、マリー・アントワネットの所蔵品とされる秘宝も入手した。この秘宝は、ばらばらにしてアメリカ国内で売却した。後にフランス政府から、所有権は王家にあるとして返還を求められたが、ティファニーは、正当な売買であったと主張している。この事件に関する真相は明らかになっていない。王家の秘宝を入手したという話が世間に広まったこともあって、宝石事業は大成功し、アメリカ第一の宝石商という現在の地位に繋がる。
1850年、ボストンの宝石商ギデオン・リードがパートナーとして加わり、リードが主体となってパリに支店を出した。
1851年にニューヨークの銀細工師、ジョン・C・ムーアの事業を買収し銀製品製造を開始した。ジョン・C・ムーアの引退後は息子のエドワード・C・ムーアが工房を引き継いだ。
1853年、チャールズ・ルイス・ティファニーは会社の全権を握り、社名を今の、Tiffany & Co.に改称した。そして、1854年、ブロードウェイ550番地に建てられた新たな本店の入り口にはギリシア神話の巨人、アトラースに支えられた大時計が設置された。この時計は後の本社移転にともない移設されて、ニューヨーク57丁目と五番街の角にある現在のティファニー本店に設置されている。同じく1853年には、ティファニーブルーと呼ばれるカンパニーカラーを製品の箱に初めて使用した。
1861年に起きた南北戦争では北軍に協力し、開戦直後から軍需に応じた。パリ支店を利用して欧州から軍服、武器、テント、救急用品を調達し、なかでも軍剣は大量に調達した。開戦以降、宝飾品の売り上げは落ち込んだが、こうした軍需によって会社を維持することができた。1863年7月にニューヨークで暴動が起きたときに店が狙われたが、軍隊が出動したため略奪を免れた。このとき軍がティファニーの店を守ったのは、店が軍に協力しており、店内に武器などが保管されていたからだと考えられている。戦後は武器商からは手を引き、在庫はニューヨークの商社に売却した。
1867年に開催されたパリ万博では、銀のピッチャー、コーヒーセット、ティーセットを出品してアメリカの企業として初めての賞を受賞した。
1868年、連邦政府に会社として正式に登録を申請した。同年、ロンドン店を開業した。さらに時計製造にも着手し、スイスのジュネーヴに工場を設立した。
1877年に南アフリカのキンバリーで発見された287.42カラットのイエロー・ダイヤモンドの原石を翌1878年に1万8000ドルで購入、ジョージ・フレデリック・クンツにカットさせた。このダイヤは128.54カラットの有名な「ティファニー・ダイヤモンド」として本店に展示されている。
1885年、アメリカ国章のデザインを作った。これは1ドル札のデザインの中に採用された。
1886年ダイヤモンドが最も美しく輝くセッティング（石留め）としてティファニーセッティングをデザインした。これは現在のエンゲージメントリングなどで主流とされている代表的なものである。以前のセッティングは金または銀の台座に埋め込まれていたため一方向からの光の反射しか見ることができなかったが、このティファニーセッティングにより、あらゆる角度から光が入るようになった。これはティファニーの公明正大さを表すものともいわれている。また、このセッティングを実現させるために、当時はまだ素材として目新しかったプラチナを使用している。

### 20世紀
1902年、創業者のチャールズ・ルイス・ティファニーが死去した。息子のルイス・カムフォート・ティファニーは副社長及び初代デザイン・ディレクターに就任した。ルイスはティファニー社とは別に自分の工房であるティファニー・スタジオを持ち、ガラス工芸の分野で活躍した。1918年にはデザイン・ディレクターの職を辞している。
1919年の売り上げは1700万ドルに達し、1920年代末まで業績は順調に推移した。しかし1929年の世界恐慌をきっかけに業績は悪化した。1930年には創業以来初めての赤字となり、1930年代を通じて業績は低調であった。

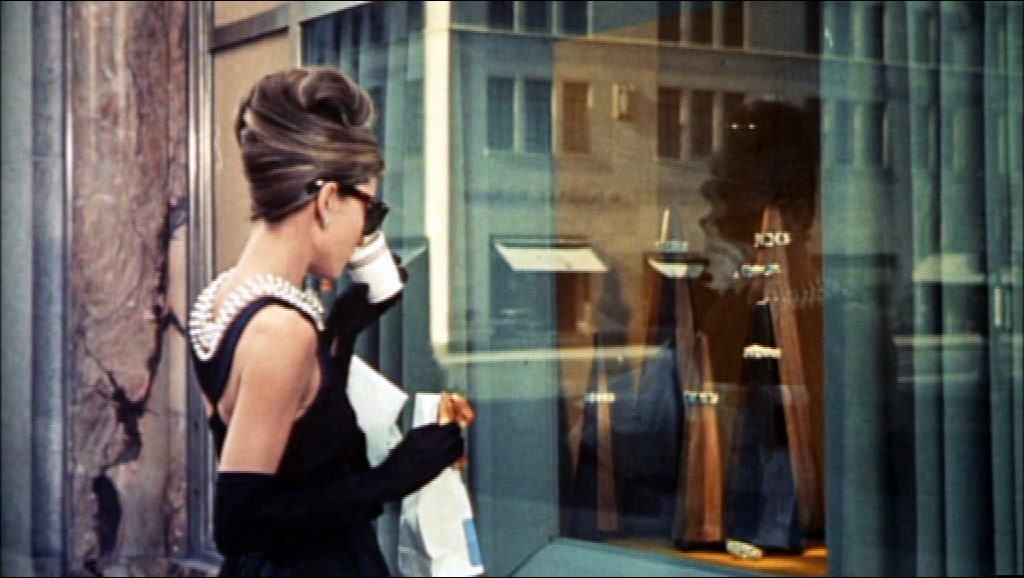
『ティファニーで朝食を』のオードリー・ヘップバーン

本店は1940年にニューヨークの5番街と57丁目の角に移転した。この店はオードリー・ヘプバーンが主演した映画『ティファニーで朝食を』（1961年）のおかげで観光名所の一つとなっている。オードリー・ヘプバーンとティファニーとの関係は映画公開後も続き、創業150周年の際にはヘップバーンからティファニーに祝福の手紙が送られた。
1955年、百貨店ボンウィット・テラーの代表であるウォルター・ホーヴィングが社長となった。ホーヴィングはデザイナーの採用に力を入れ、バン・デイ・トゥーレックスをデザイン・ディレクターに就任させた。そして、ジャン・シュランバージェ、エルサ・ペレッティ、パロマ・ピカソといったデザイナーを採用していった。
1967年にタンザニアで発見された青色のゾイサイトをタンザナイトと名付け、1968年に売り出した。また、同年にタンザニアとケニアの国境付近で発見された原石について、ツァボ東国立公園にちなんでツァボライトと名付け、1974年に発表した。
1979年、ジョン・ローリングがデザイン・ディレクターになった。また同年、化粧品会社のエイボン・プロダクツがティファニーを買収した。しかし1984年、投資会社から資金を得て、ウィリアム・チャニー（William R. Chaney）を代表として独立した。
1987年、創業150周年を記念して、銀食器150セットをホワイトハウスに寄贈した。
2000年、社会貢献活動に取り組むためにティファニー財団を設立した。この財団は海洋保護区の創設と実現、景観保全などの事業を支援している。2023年には、海洋と景観保護の助成金交付総額が1億ドルを超えたと発表した。

### 21世紀
2004年、真珠専門のチェーン店「イリデッセ（Iridesse）」を立ち上げた。2009年時点でイリデッセは16店舗を有していたが、経済状況が悪化している中でこれ以上の資源を投入するのは賢明でないという理由で、同年に全店を閉店した。
2007年12月、スウォッチ・グループは、今後20年間にわたってティファニーが扱う時計に関して戦略的な提携を行うと発表。 2008年に合弁を開始したが、2011年末にわずか4年で提携を解消した。2015年、新たな腕時計のコレクションの発売を開始した。
2019年1月9日から、新たに購入されたすべてのダイヤモンドについて個別登録し、一つ一つの原産地情報を店舗またはカスタマーサービスにて購入者に提供するサービスを開始した。2020年10月から、この情報はダイヤモンド鑑定書に記載されるようになり、原産地の他、カット、研磨、鑑定、セッティングといった製造工程に関する国名も公表するようになった。原産地の情報公開は、責任ある資源調達を世界に確約するものだとみなされている。
2019年10月、LVMHがティファニーに買収を持ちかけ、同年11月に162億ドルでの買収に両社がいったん合意した。しかし、アメリカのフランスに対する追加関税の動きを受けて、LVMHは買収を撤回し、ティファニーもLVMHを提訴するなど両者が対立した。2020年10月、買収価格を引き下げることで両社は再び合意した。2021年1月7日、買収が完了しティファニーはLVMHの傘下ブランドとなった。そしてCEOにはルイ・ヴィトン幹部のアントニー・ルドリュが就いた。

## 歴代デザイナー
- エドワード・C・ムーア（1851年就任[73]）

エルサ・ペレッティ

- ポールディング・ファーンハム（en:Paulding Farnham）（1885年就任[74]）
- ジャン・シュランバージェ（en:Jean Schlumberger (jewelry designer)）（1956年就任[9][75][76]）
- エルサ・ペレッティ（1974年就任[9][77]）
- パロマ・ピカソ（1980年就任[75]）
- フランク・ゲーリー（2006年就任[78]）
- フランチェスカ・アムフィテアトロフ（en:Francesca Amfitheatrof）（2013年、初の女性デザインディレクターとして就任[79]）

## ティファニー・ブルー
ティファニーのカンパニーカラーはティファニー・ブルー（TIFFANY BLUE/TIFFANY BLUE BOX）である。1845年のダイレクトメールカタログの表紙の色として使用され、1998年に商標登録されている
。1853年には商品を入れる箱の色に採用され、これはブルー・ボックスと呼ばれる。ブルーボックス誕生から100年後には、本店で白いサテンのリボンがつけられるようになった。チャールズ・ルイス・ティファニーの言葉として、新聞記事に「ティファニーには、どんなにお金を出されても決して売らないものが1つある。…ただし顧客が商品を買うと無償で提供される。それは、ティファニーの名が冠された箱である。責任を持って製造された製品が中に納められていない限り、その箱をお店から持ち出してはならないという創設以来の厳しいルールが、貫かれているからなのだ。」と書かれている。この色はコマドリの卵の色（Robin egg blue）から来ている。

## スポーツ大会への寄与
NFLの優勝戦スーパーボウルのヴィンス・ロンバルディ・トロフィーやワールドシリーズのコミッショナーズ・トロフィー、NBAのラリー・オブライエン・トロフィー、MLSカップ、全米オープン、NASCARカップ・シリーズ、サモナーズカップの優勝トロフィーを手がけたほか、ワールド・ベースボール・クラシックの優勝チームに渡される純銀製の優勝トロフィー、さらに2025年大会より贈与されるFIFAクラブワールドカップの新しいトロフィーも同社が製作したものである。また本社を置くニューヨーク市の野球チーム、ニューヨーク・ヤンキースのロゴタイプをデザインしたのも同社である。日本においては、プロ野球のセントラル・リーグ優勝トロフィーや、サッカーJリーグカップの優勝トロフィーもを手掛けている。2024年9月7日、8日には、プロ野球の読売ジャイアンツとコラボし、読売ジャイアンツの選手がティファニーブルーのユニフォームでプレイした
マラソン大会への協賛も行っており、ニューヨークシティマラソンや上海国際マラソンの優勝トロフィーを製作している。また、サンフランシスコで行われる「ナイキウィメンズマラソン」や、2012年より名古屋市で開催されている「名古屋ウィメンズマラソン」といった大会に完走賞を提供している。
競馬では、トラヴァーズステークスの優勝トロフィーであるマンノウォーカップ、プリークネスステークス優勝者に授与されているウッドローン・ベース、ベルモントステークスのベルモント・メモリアル・チャレンジ・カップなどを手がけている。

## 店舗
全世界で20か国以上に進出している。

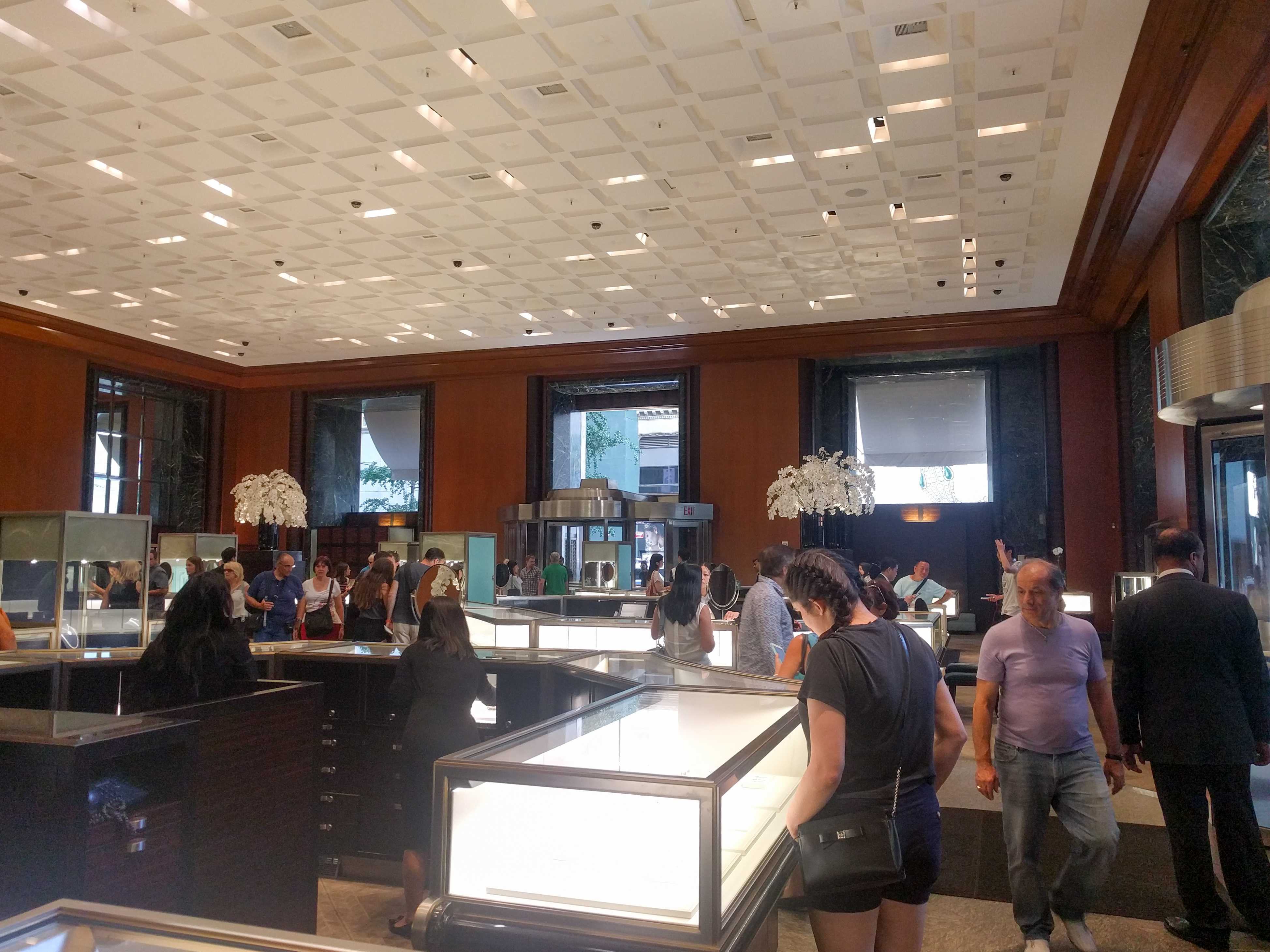
ニューヨークにある本店の店内

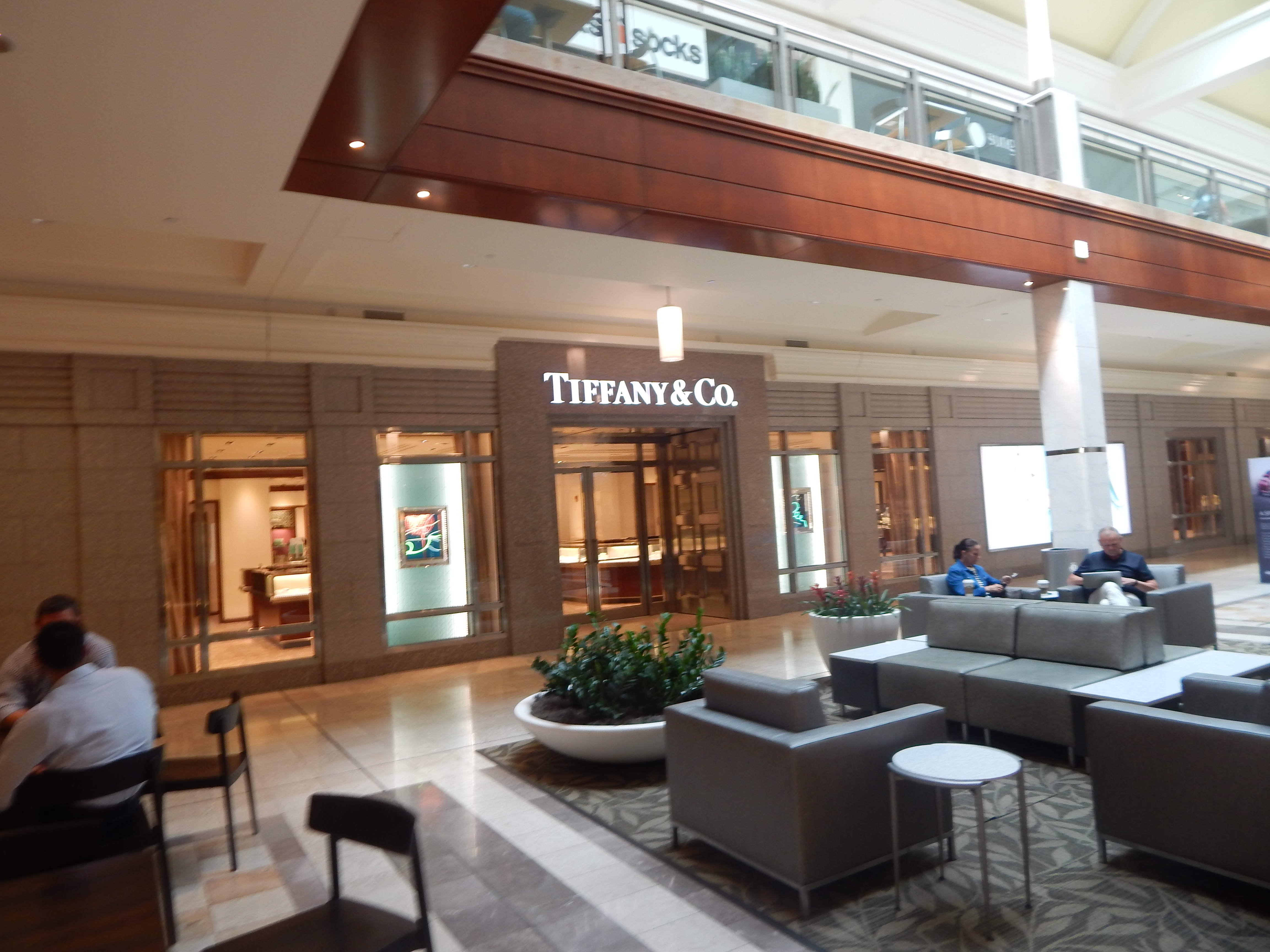
アトランタのフィップス・プラザ

本店は1940年から、ニューヨーク市マンハッタン57丁目と5番街の角にある。磨かれた花崗岩でできた外観はウィンドウディスプレイでよく知られており、オードリー・ ヘップバーン主演の『ティファニーで朝食を』やリース・ウィザースプーン主演の『メラニーは行く!』など、数多くの映画のロケ地として使われてきた。1986年、日本の不動産会社・第一不動産（エフ・アール・イー）が本店ビルを買収し話題になった。しかし1999年にティファニーは同ビルを買い戻している。2019年からは店舗の大規模工事が始まった。工事は2023年に完了し、4月27日にふたたび一般公開された。この事業は、アメリカの建築家ピーター・マリノが設計を担当している。また、リニューアルにあたり、この店舗の名称を「ランドマーク（The Landmark）」と名付けた。
以前の本店は5番街37丁目にあり、アメリカ合衆国国家歴史登録財に指定されている。
1990年にバージニア州フェアファックス郡タイソンズコーナーのフェアファックス・スクエアに開店した店舗は販売面積が1350平方メートルあり、開店当時、ニューヨーク市外にある店舗の中では最も大きかった。
フランスでは、パリのラ・ペ通りとシャンゼリゼ通りに店を構えている。シャンゼリゼ通りの店舗は2014年に開業した旗艦店であり、3フロア約976平方メートルの店舗面積を有する。開業時は300人のゲストを集めパーティーを開催し、期間限定でティファニー・ダイヤモンドを展示した。
日本には1972年、三越日本橋本店に開店した。アメリカ国外の店舗としては3番目であった。三越はティファニー・ジャパンに出資しているため、以降も日本での販売網は三越中心に築かれた。1996年には旗艦店となる銀座本店が開店した。銀座本店はその後2008年と2023年にリニューアルしている。
オーストラリアの旗艦店はメルボルンのコリンズストリートにあり、1996年に最初に開店した。その後さらに、メルボルン、シドニー、ブリスベン、パース、アデレード、ゴールドコーストに8店舗を開店した。
2001年、ラテンアメリカで最初の支店をブラジルサンパウロのイグアテミサンパウロショッピングセンター内に開いた。2003年10月20日にはサンパウロに2号店を開店した。
2019年時点で、ティファニーは全世界で326の店舗を持ち、地域別の内訳はアメリカ94店舗、アジア太平洋91店舗、日本58店舗、ヨーロッパ48店舗、カナダ・ラテンアメリカ30店舗となっている。また、2019年の総売上高は44億2000万ドルであった。

## 著名人との関係
アメリカ合衆国の歴代大統領及びそのファーストレディには、ティファニー製品の愛用者が多い。エイブラハム・リンカーンの妻であるメアリー・トッド・リンカーンはティファニーの宝飾品を多く購入しており、ティファニー社の会長室にはメアリーの写真が飾られていた。またティファニーは、グロバー・クリーブランドに自由の女神除幕式の招待状を、リンドン・ジョンソンに晩餐会用の陶磁器セットを製作している。ジョン・F・ケネディからはカレンダーの注文を受けた。ケネディ夫人であるジャクリーン・ケネディ・オナシスからは、アメリカを訪れる高官の土産用としてバラの置物の注文を受けているほか、本人用が身に着けているエナメルバングルもティファニー製である。これはジャッキーブレスレットと呼ばれ、ジャクリーンを象徴するアイテムとなっている。
俳優・女優では、オードリー・ヘップバーンのほか、リチャード・バートンはエリザベス・テイラーにティファニーのブローチを贈っている。また、ファッション雑誌編集者のダイアナ・ヴリーランドは、「トロフェ・ド・ヴァイヤンス（武勇の戦利品）」と呼ばれるブローチを注文している。

## 日本法人
- ダニエル・ペレル（Daniel Perel） - 前々社長、フランス人
- ディメイ美代子（Miyoko Demay） - 前社長[110]

## ギャラリー
- やかん
- 皿
- ティファニーの箱
- 指輪
- 指輪
- ティファニーのネックレス
- ジュエリー
- ウォッチ
- 銀皿
- 香水
- ティファニーのランプ